# Rhododendron subgénero Hymenanthes
Rhododendron subgénero Hymenanthes es un subgénero del género Rhododendron, con una amplia distribución en zonas templadas del Hemisferio Norte. Las subsecciones son arbustos siempreverdes y pequeños a medianos árboles (de hasta 20 m de altura), con hojas medianas a grandes (y muy grandes, de 4 dm de largo, en pocas especies). Flores grandes, producidas en grupos terminales de 5-40 juntas.
El subgénero incluye una sección, Rhododendron secc. Ponticum, dividida en 24 subsecciones y cerca de 140 especies:
- Rhododendron subsecc. Arborea (tres especies)
- Rhododendron subsecc. Argyrophylla (seis especies)
- Rhododendron subsecc. Auriculata (una especie, R. auriculatum)
- Rhododendron subsecc. Barbata (dos especies)
- Rhododendron subsecc. Campanulata (dos especies)
- Rhododendron subsecc. Campylocarpa (cuatro especies)
- Rhododendron subsecc. Falconera (siete especies)
- Rhododendron subsecc. Fortunea (diez especies)
- Rhododendron subsecc. Fulgensia (dos especies)
- Rhododendron subsecc. Fulva (dos especies)
- Rhododendron subsecc. Glischra (cinco especies)
- Rhododendron subsecc. Grandia (nueve especies)
- Rhododendron subsecc. Griersoniana (una especie, R. griersonianum)
- Rhododendron subsecc. Irrorata (siete especies)
- Rhododendron subsecc. Lanata (una especie, R. lanatum)
- Rhododendron subsecc. Maculifera (seis especies)
- Rhododendron subsecc. Neriiflora (19 especies)
- Rhododendron subsecc. Parishia (tres especies)
- Rhododendron subsecc. Pontica (13 especies)
- Rhododendron subsecc. Selensia (cinco especies)
- Rhododendron subsecc. Taliensia (20 especies)
- Rhododendron subsecc. Thomsonia (siete especies)
- Rhododendron subsecc. Venatora (una especie, R. venator)
- Rhododendron subsecc. Williamsiana (una especie, R. williamsianum)

## Cultivo
Este subgénero incluye la mayoría de los más grandes rhododendron siempreverdes, muy usados como planta ornamental. Algunas especies, notablemente Rhododendron ponticum, han escapado de cultivo y son malezas en algunas regiones.